# Великая рифтовая долина (Кения)
Большая рифтовая долина — часть внутренне-континентального хребта, пересекающего Кению с севера на юг, и рифта Грегори, входящего в Восточно-Африканский рифт, который протянулся с юга (в Танзании) на север (в Эфиопии). Долина образовалась на территории так называемого «кенийского купола», на разломе трёх тектонических плит: аравийской, нубийской и сомалийской. В прошлом она входила в Восточно-африканскую рифтовую долину, пролегавшую от Мадагаскара до Сирии. Большая часть долины находится в границах бывшего Рифт-Валли.
На территории долины расположены холмы Черангани цепи вулканов, некоторые из которых активны. Климат мягкий, средняя температура не опускается ниже 28 °C.
Наибольшее количество осадков выпадает в марте-июне и октябре-ноябре. На холмах Туген к западу от озера Баринго найдены сохранившиеся в лаве окаменелости возрастом 14 — 4 миллионов лет. Также обнаружены останки гоминид и предков человека.

## География

Обозначение основных вулканов и озёр в рифтовой долине.

Долина ограничена эскарпами с востока и запада. Низменность занята вулканами, некоторые из которых активны, и несколькими озёрами. Плодородность почвы объясняется недавней активностью вулканов.
На севере кенийской долины раскинулось озеро Туркана, на дне которого также имеется вулкан. К югу от озера лежит засушливая долина Сугута. Щитовой вулкан Эмуруангоголак пересекает долину на юг от Сугуты до гор Силали и Пака. Пака является щитовым вулканом с широкой геотермальной активностью. К югу от Пака раскинулись гора Корос, озеро Баринго и озеро Богория. Массивный щитовой вулкан Мененгаи с кальдерой на дне рифта образовался около 8000 лет назад. С него открывается вид на южное озеро Накуру. Здесь также можно увидеть озеро Элментейта, гору Кипипири и озеро Найваша.
Национальный парк Ворота Ада расположен к югу от озера Найваша. В начале 1900-х годов произошло извержение Лонгонота, и его пепел всё ещё лежит вокруг парка. Спящий стратовулкан Лонгонот расположен к юго-востоку от озера Найваша. Щитовой вулкан Сусва высится между городами Нарок и Найроби. Потоки лавы последнего извержения, которым не более 100 лет, всё ещё не обросли растительностью. Самой южной точкой долины является озеро Магади в Кении, хотя северная часть озера Натрон в Танзании лежит на территории Кении.
Эскарп Элгейо является частью западной стены. Долина Керио раскинулась между холмами Туген и эскарпом Элгейо на высоте 1000 м. Здесь в долине Керио залегают крупные месторождения флюорита. Южнее эскарпа Мау расположен крутой естественный утёс около 3000 м высотой, образующий западную границу Великой рифтовой долины, рядом с озером Найваша. Ещё южнее в северо-западном направлении протянулся 50-км эскарп Нгуруман. Его северная сторона лежит в 120 км к юго-западу от Найроби, а южная приближается к границе Танзании, в северо-западном направлении озера Натрон. Хребет Абердэр образует восточный край Великой рифтовой долины к северу от Найроби. Гора Сатима в северной стороне Абердэра является её высшей точкой, а гора Кинангоп на южной оконечности — вторая по высоте. Горы образуют хребет между этими двумя вершинами. Холмы Нгонг с восточной стороны Великой рифтовой долины расположены к юго-западу от Найроби.

## Озёра
На территории Кении расположены до 64 (9.50 %) от общего числа озёр африканского континента. Восемь из них находятся в кенийской рифтовой долине. С севера на юг находятся следующие озёра: Туркана, Логипи, Баринго, Богория, Накуру, Элментейта, Найваша и Магади. Из всех пресноводными являются лишь Найваша и Баринго.

## Галерея

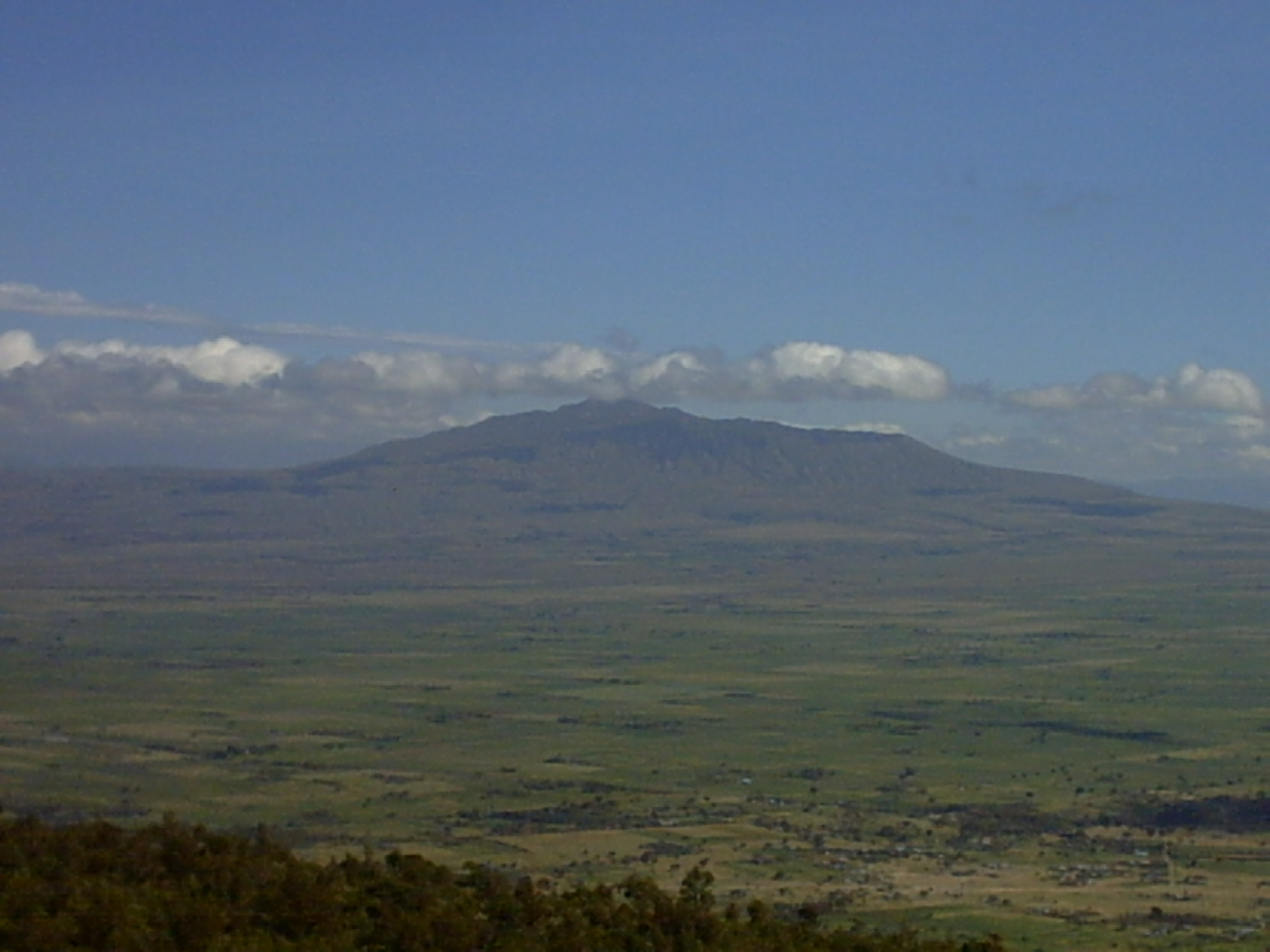
Гора Лонгонот
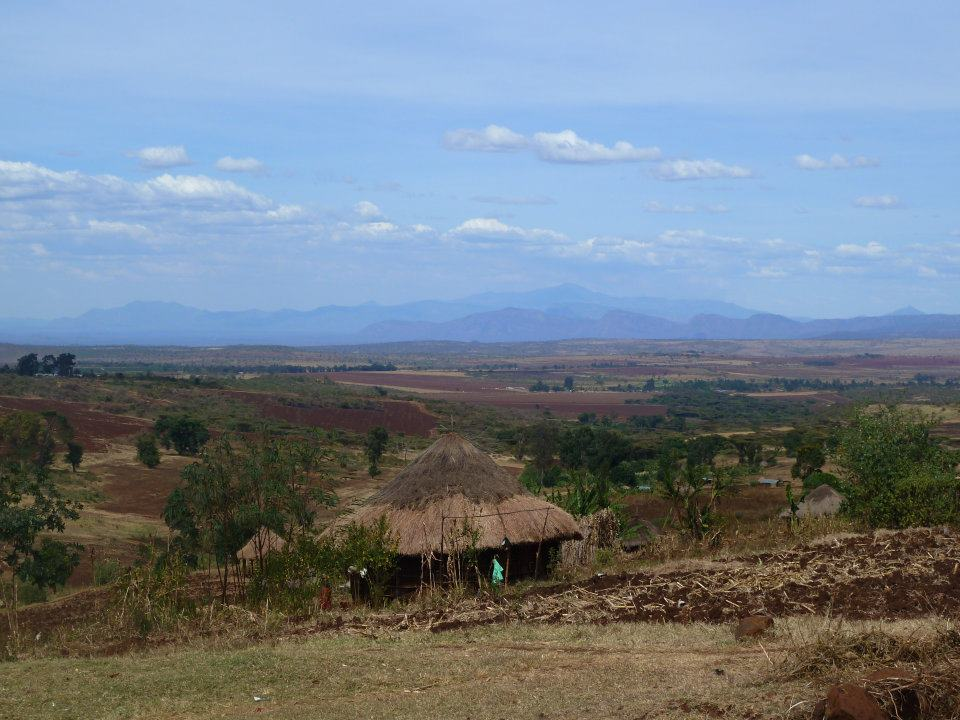
Вид на Уганду из деревни Черубеи в Кении
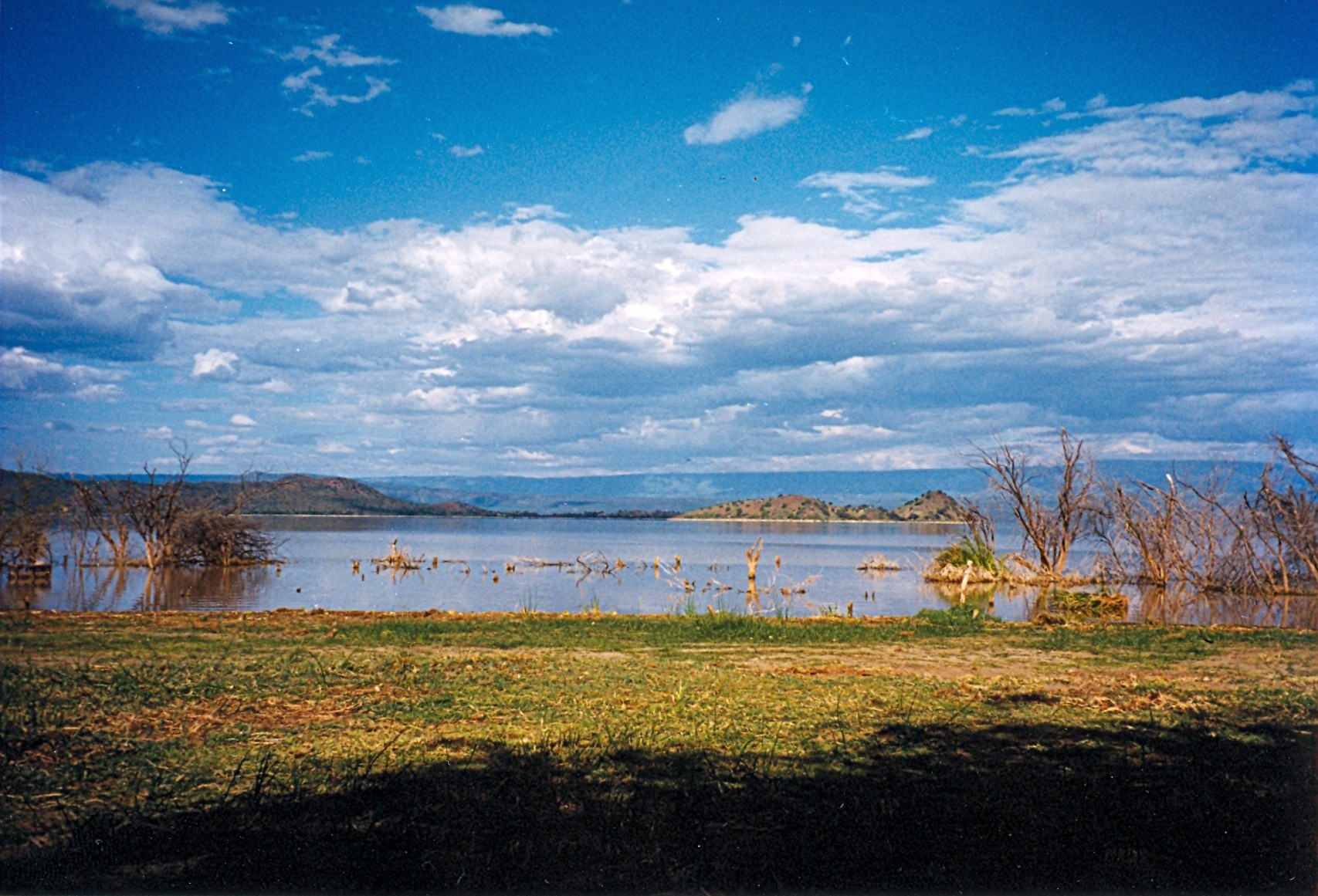
Озера Баринго, август 1999 года
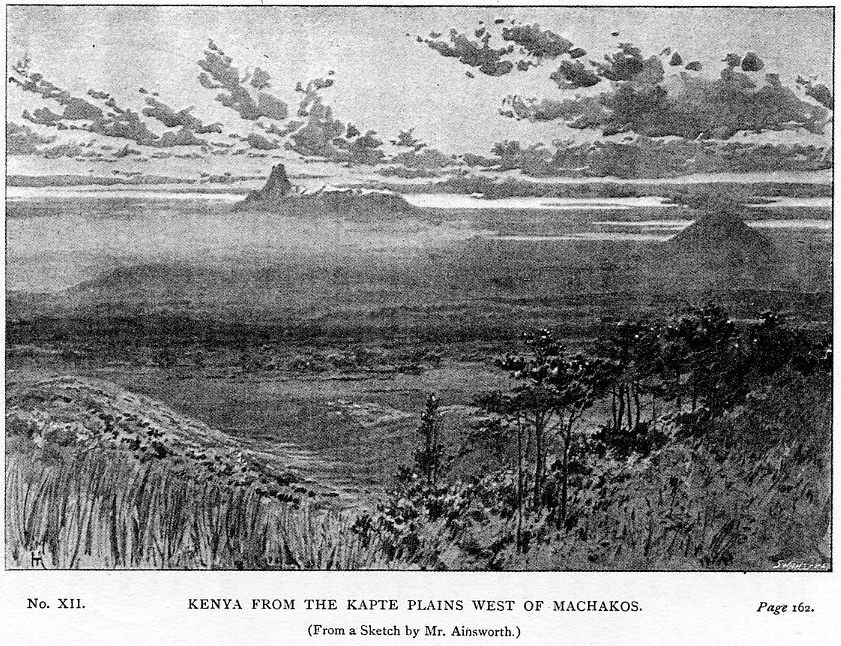
Эскиз Джона Уолтера Грегори, сделанный в период  экспедиции в Восточную Африку в 1892-1893 годах.
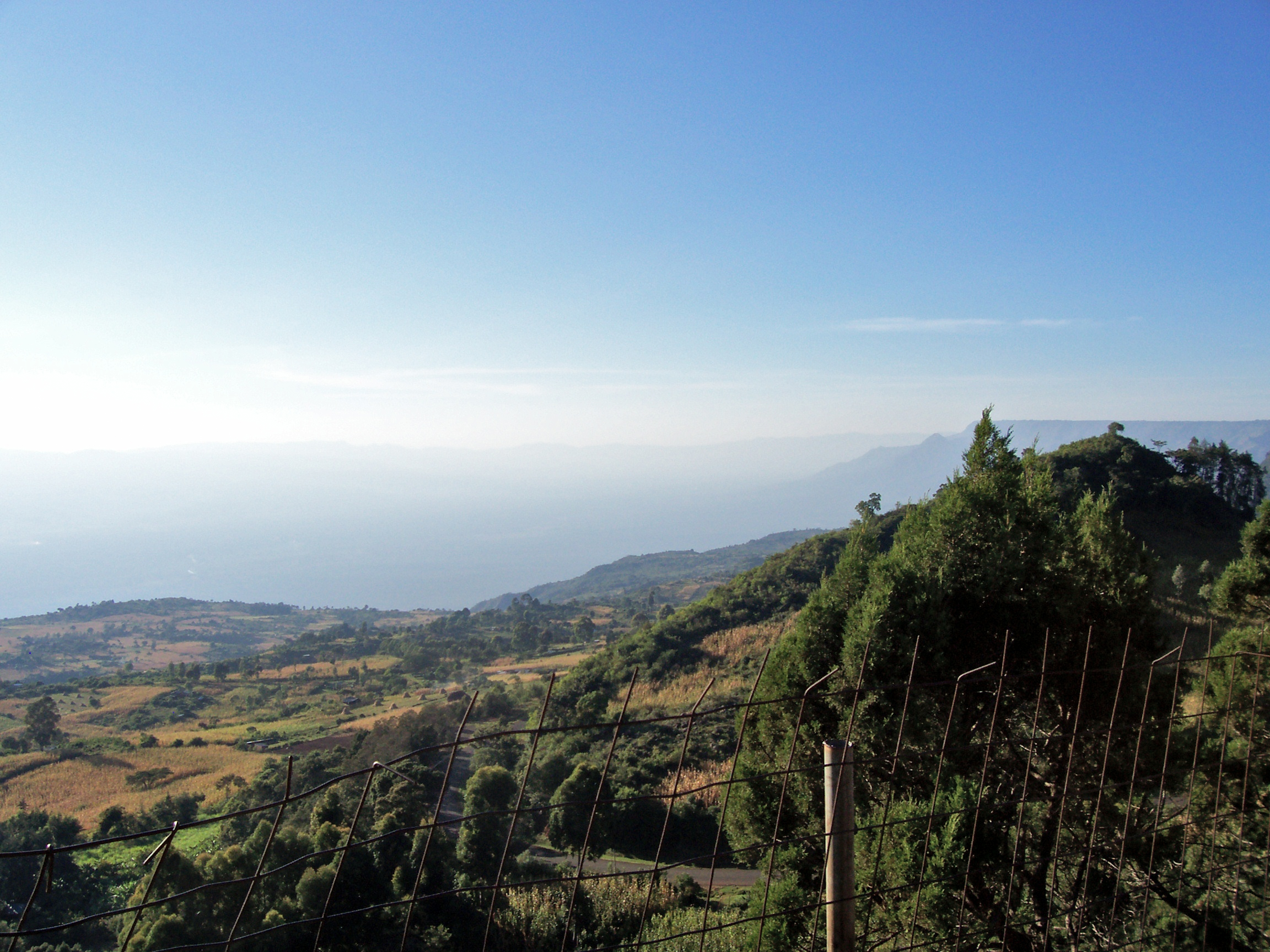
Великая рифтовая долина неподалёку от Элдорет в Кении. Осень 2006 года
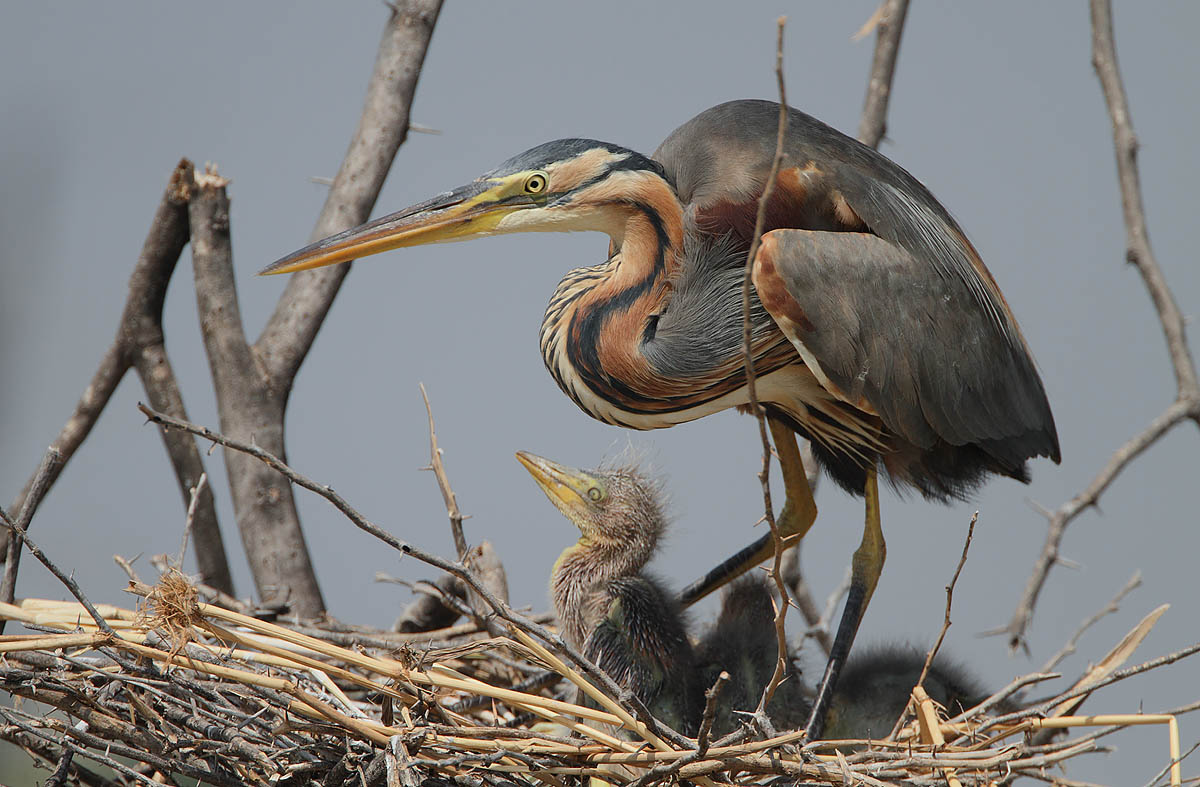
Цапля с птенцами у озера Баринго
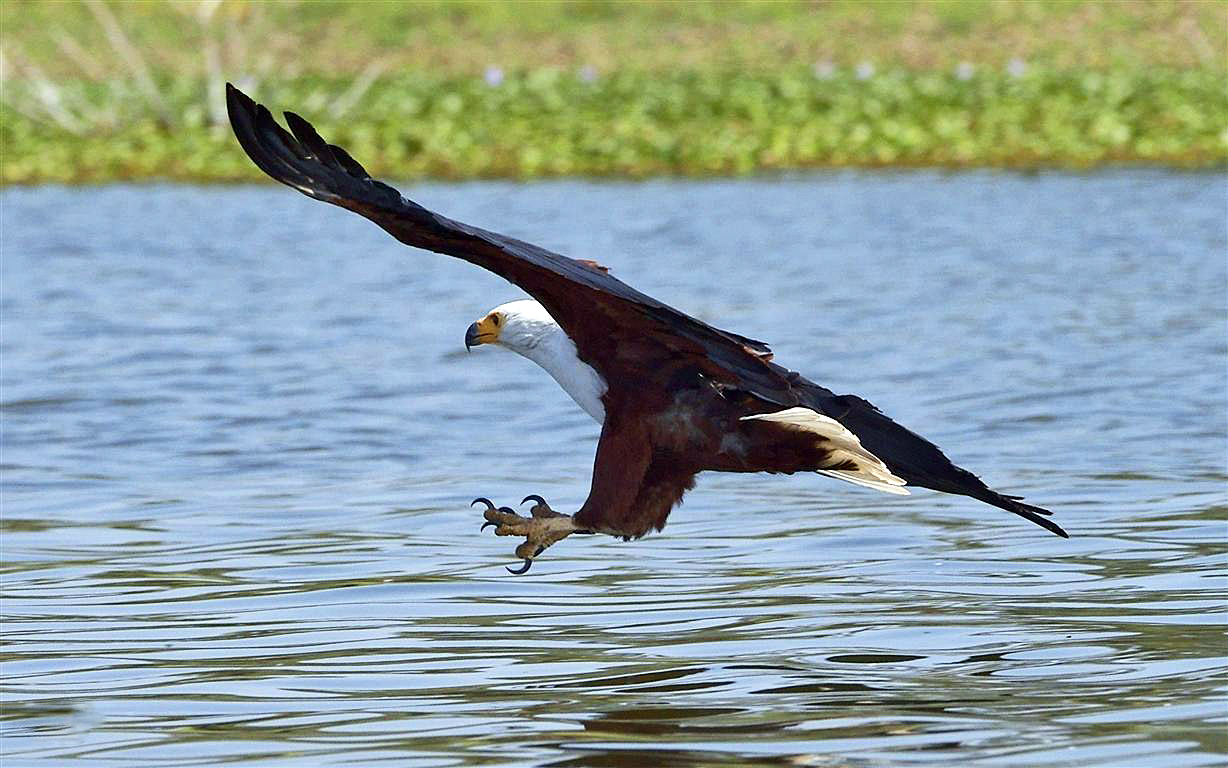
Африканский орёл ловит рыбу в озере Найваша
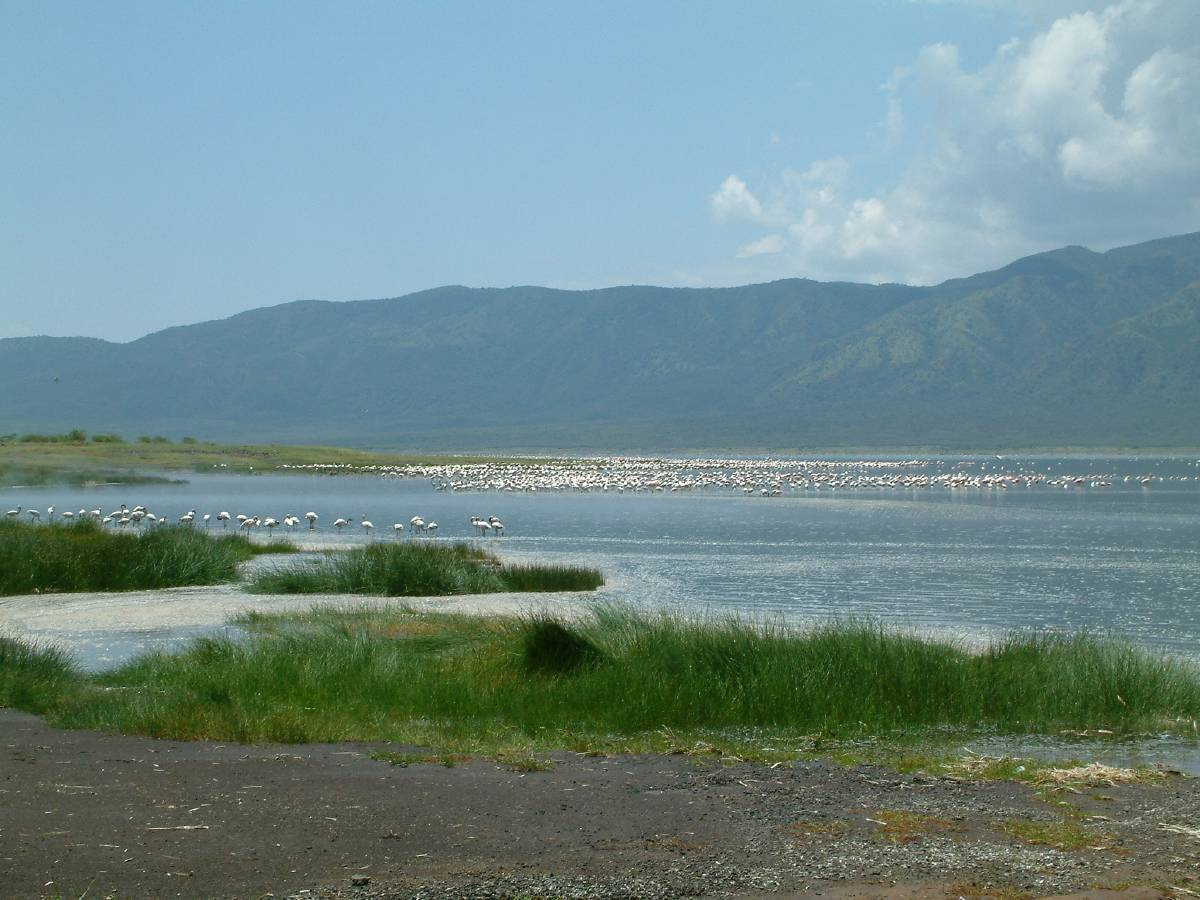
Озеро Богория
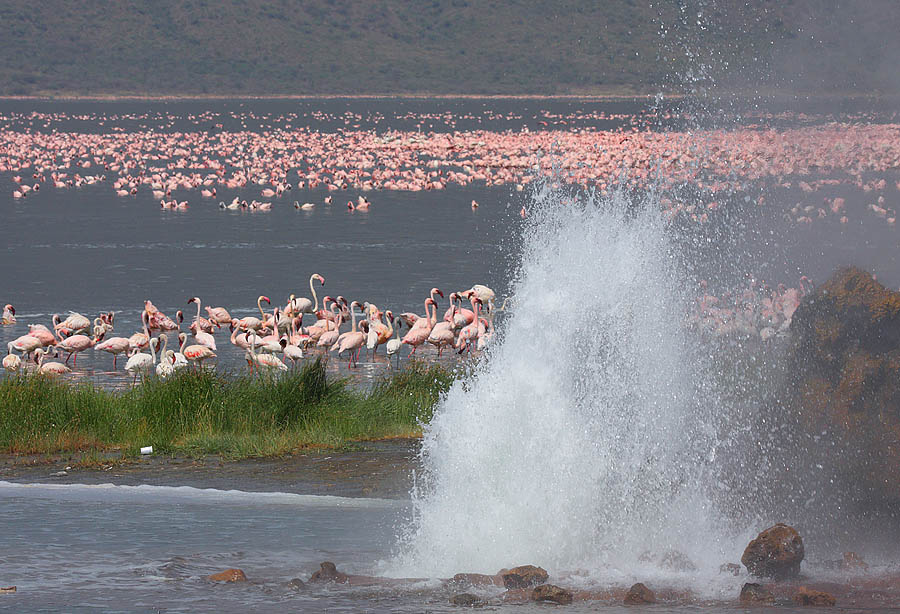
Озеро Богория представляет собой каустический котёл в окружении гейзеров. Здесь проживают более миллиона фламинго